# North Crows Nest
North Crows Nest – miasto w Stanach Zjednoczonych, w stanie Indiana, w hrabstwie Marion.